# Furcifer lateralis
Furcifer lateralis là một loài thằn lằn trong họ Chamaeleonidae. Loài này được Gray mô tả khoa học đầu tiên năm 1831.